# Flipper (TV-serie, 1995)
Flipper (även The New Adventures of Flipper) är en amerikansk TV-serie från 1995. Det finns 88 avsnitt fördelade på fyra säsonger.

## Skådespelare
- Elizabeth Morehear - Dr. Jennifer Daulton
- Jessica Alba - Maya Graham
- Whip Hubley - Tom Hampton